# Nilma Lino Gomes
Nilma Lino Gomes (Belo Horizonte, 13 de marzo de 1961)  es una pedagoga brasileña. Fue la primera mujer negra de Brasil que presidió una universidad pública federal. En efecto, fue rectora de la Universidad de Integración Internacional de la Lusofonia Afro-Brasileña (Unilab) en 2013.
Se ha manifestado frecuentemente contra el racismo en Brasil. El 2 de octubre de 2015 fue nombrada por la presidenta Dilma Rousseff para ocupar el nuevo Ministerio de las Mujeres, de la Igualdad Racial y de los Derechos Humanos, que unió las secretarías de Políticas para Mujeres, Igualdad Racial, Derechos Humanos y parte de las atribuciones de la Secretaría General. Permaneció en el cargo hasta el mismo día de la caída de Dilma Rousseff por el Senado Federal.

## Carrera
Graduada en Pedagogía por la Universidad Federal de Minas Generales (UFMG), en 1988. Concluyó el máster en Educación también por la UFMG, en 1994, bajo orientación de Eliane Marta Santos Teixeira Lopes con una disertación titulada "La trayectoria escolar de profesoras negras y su incidencia en la construcción de la identidad racial. Estudio de una escuela municipal de Belo Horizonte". Prosiguió los estudios y concluyó el doctorado en Antropología social por la Universidad de São Paulo (USP), en 2002, bajo orientación de Kabengele Munanga, con la tesis titulada "Cuerpo y cabello como iconos de construcción de la belleza y de la identidad negra en los salones étnicos de Belo Horizonte".
Becaria de investigación del CNPq - Nivel 2, en el área de Educación, entre 2004 y 2006 presidió la Asociación Brasileña de Investigadores Negros (ABPN). En 2006, se trasladó a Portugal, donde hizo el posdoctorado en Sociología por la Universidad de Coímbra.
Integró, de 2010 a 2014, la Cámara de Educación Básica del Consejo Nacional de Educación, donde participó de la comisión técnica nacional de diversidad para asuntos relacionados con la educación de los afrobrasileños. Como consejera emitió parecer sobre el libro Caçadas de Pedrinho, de Monteiro Lobato. En su informe declaró que el contenido "era estereotipado en relación a los sujetos negros y al universo africano". Participó en el jurado de la edición 2003-2004 del Premio Paulo Freire, organizado por el Ayuntamiento de Belo Horizonte.
Coordinó el Programa de Acciones afirmativas de la UFMG. En abril de 2013, fue nombrada rectora de la Universidad de Integración Internacional de la Lusofonia Afro-Brasileña (UNILAB).

### Seppir
En diciembre de 2014, se anunció oficialmente que sería ministra jefa de la Secretaría de Políticas de Promoción de la Igualdad Racial (SEPPIR/PR) en el segundo mandato del Gobierno de Dilma Rousseff. Asumió el cargo el 2 de enero de 2015.